# 1503 w literaturze
Wydarzenia literackie w 1503 roku.

## Nowe książki
- Erazm z Rotterdamu, Podręcznik żołnierza Chrystusowego

## Urodzili się
- Thomas Wyatt
- Diego Hurtado de Mendoza y Pacheco
- 28 lipca – Giovanni della Casa
- 14 grudnia – Nostradamus

## Zmarli
- Giovanni Pontano